# 소 다케유키
소 다케유키(일본어: 宗 武志, 1908년 2월 16일 ~ 1985년 4월 22일)는 대한제국의 황녀인 덕혜옹주의 전 남편으로 잘 알려진, 일본의 옛 화족이자 대학교수, 영문학자, 시인이다. 작위는 백작. 쓰시마 번의 번주 집안인 소 가문의 37대 당주로, 쓰시마 제15대 번주 소 요시요리(宗義和)의 손자이다. 말년에는 레이타쿠 대학(麗澤大学)의 영문과 교수로 재직하였다.

## 생애

### 유년기

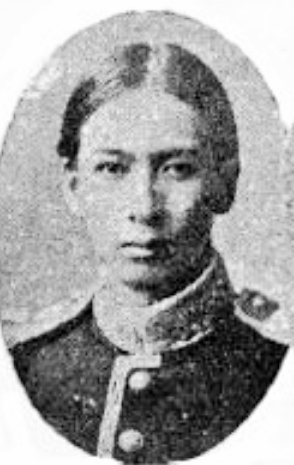
소 가문의 37대 당주 소 다케유키

도쿄부 도쿄시 요쓰야 구 덴마 정 신1초메 20반치에 위치한 저택에서 사남으로 태어났다. 아버지는 나가사키와 요코하마 재판소의 판사이자 귀족원 자작의원 구로다 요리유키이며 어머니는 가즈사(현 지바현) 구루리 번주 구로다 나오야스의 딸 레이코(鏻子)이다. 본래 부친 요리유키는 쓰시마 번주 소 요시요리(宗義和)의 6남으로 처가인 구로다가의 대가 끊기자 양자로 들어오면서 구로다씨로 개성하게 된다. 따라서 다케유키 또한 태어날 때의 이름은 구로다 다케유키(黒田武志)였다. 요리유키는 다케유키가 8세 때인 1917년 사망하였다.
도쿄 요쓰야 제일 심상 소학교(第一尋常小学校)와 일본 세이비 학교(日本済美学校)를 거친 뒤 쓰시마로 거처를 옮겨 1918년 이즈하라 소학교(厳原小学校), 1920년 쓰시마 중학교(対馬中学校)에 진학하였다. 본가인 소 가문의 당주였던 사촌 형 소 시게모치(宗重望)가 아들 없이 사망하자 그의 양자가 되어 1920년 10월 구로다 씨에서 소 씨로 개성하고 만 15세의 나이로 소 씨 당주와 백작위를 계승하였다. 쓰시마 중학교를 졸업한 뒤 1925년 도쿄로 상경하여 가쿠슈인 고등과에 진학했으나 같은 해 어머니가 사망하면서 양친과 모두 사별하였다. 이후 공작 구조 미치자네(九条道実)를 후견인으로 삼았다. 1928년에는 도쿄제국대학 문학부 영문과에 진학하였다.

### 덕혜옹주와의 결혼

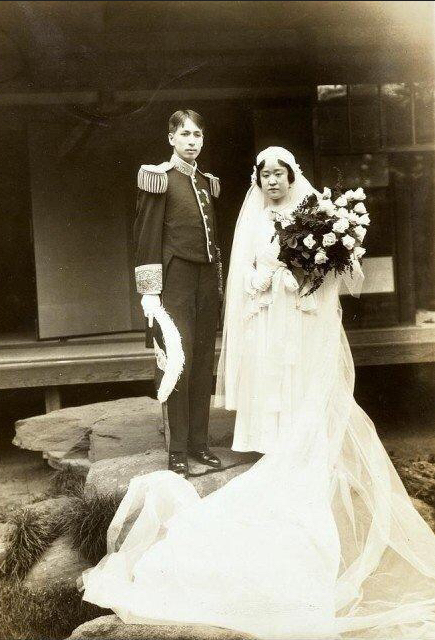
소 다케유키와 덕혜옹주의 결혼 사진

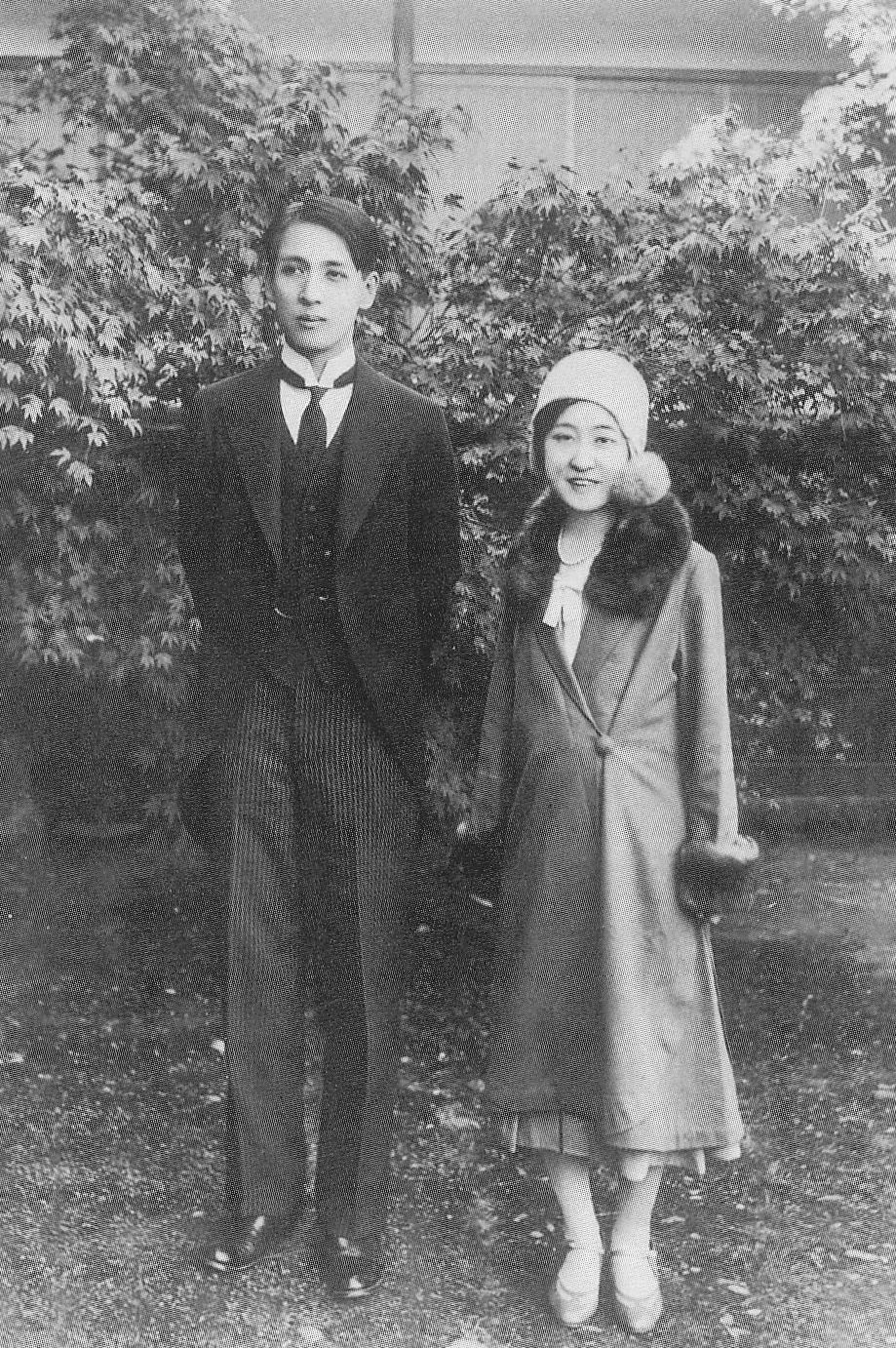
소 다케유키와 덕혜옹주 (1931년)

1930년 미치자네 공작저택에서 덕혜옹주와 첫 선을 보았다. 다음 해인 1931년 다케유키가 도쿄대를, 덕혜옹주가 여자 가쿠슈인 본과를 각각 졸업하자 같은 해 5월 8일 소 가문의 도쿄 저택에서 일본식으로 혼례를 올렸다. 『조선일보』에서는 웨딩 드레스를 입은 덕혜옹주의 결혼식 사진을 공개하면서 다케유키를 검게 칠하여 삭제한 사진을 게재하였다.
1932년 8월 14일 덕혜옹주와의 사이에서 장녀 소 마사에(正惠)를 얻었다. 다케유키는 이에 1932년 11월에 생후 3개월된 딸의 얼굴을 직접 그린 유화를 남겼다. 그러나 마사에가 태어난 이후의 덕혜옹주는 심적인 고통이 더욱 심해졌다. 당시, 소 다케유키는 부인인 덕혜옹주의 조현병 치료를 위해 안마사를 부르는 등의 노력을 하였으나, 이는 전혀 도움이 되지 않았다. 결국 부부관계는 사실상 단절되었으나, 대외적으로 다케유키는 이구의 생일 축하연, 이은 부부의 은혼식과 같은 대한제국황실의 집안 행사에 장녀를 동반하여 지속적으로 출석하였다.

### 이혼과 재혼
전후인 1946년에 일본에서 재산세법이 실시되면서 다케유키는 가미메구로의 저택을 비롯한 자산 대부분을 처분하였고, 같은 해 가을 덕혜옹주를 도쿄 도립 마쓰자와 정신병원에 입원시켰다. 1955년에 소 마사에는 와세다 대학 문학부 영문과를 졸업한 후에 스즈키 노보루(鈴木昇)와 결혼하였고, 이내 분가하였다. 같은 해 다케유키는 덕혜옹주하고 이혼한 뒤 지바현 가시와시로 이주하며 일본인 여성하고 재혼하였다. 그는 1962년에는 덕혜옹주가 대한민국으로 영구 귀국한 지 10여 년 후 덕혜옹주의 거처인 낙선재를 방문하였으나 옹주를 만나는 것은 거부되었다. 이후 레이타쿠 대학의 영문학과 교수로 재직하였고, 1978년에는 동 대학의 명예교수가 되었다. 1985년에 77세의 나이로 세상을 떠났다.

## 가족 관계
- 조부: 소 요시요리(宗義和) - 쓰시마 제15대 번주, 소 가문 34대 당주
  - 백부: 소 요시아키라(義達) - 쓰시마 제16대 번주, 소 가문 35대 당주, 소 백작가 초대 당주
    - 사촌: 시게모치(重望) - 소 가문 36대 당주, 소 백작가 2대 당주, 다케유키의 양부
    - 정실: 덕혜옹주(德惠翁主)
      - 장녀: 마사에(正惠)
      - 사위: 소 노보루(宗昇, 본성은 스즈키鈴木)

    - 계실: 소 요시에(宗良江, 본성은 가쓰무라勝村)
      - 장남: 다쓰히토(立人) - 소 가문 38대 당주
      - 차녀: 와키(和木)
      - 차남: 나카마사(中正)

- 친부: 구로다 요리유키(黒田和志)
- 친모: 구로다 레이코(黒田鏻子) - 가즈사(上総) 구루리(久留里) 번주 구로다 나오야스(黒田直和)의 딸

## 작품
- 『대마 민요집』, 제 1서방, 1934년
- 『해향』, 제 2서방, 1956년
- 『기행 110일』, 광지학원출판부, 1964년
- 『슌다이라쿠』, 광지학원사업부, 1978년
- 『日の雫』, 사라시사, 1978년
- 『쿠로시오-소 다케유키 가집』, 사가판, 1985년

### 참고 문헌
- 혼마 야스코, 『덕혜옹주 - 대한제국 마지막 황녀』, 역사공간, 2008년. ISBN 978-89-90848-40-6
- 정범준, 『제국의 후예들 - 대한제국 후예들의 삶으로 읽는 한반도 백년사』, 황소자리, 2006년. ISBN 89-91508-18-9